# Emmerich Zeno Schonta von Seedank
Emmerich Zeno Schonta šlechtic von Seedank (německy Emmerich Zeno Josef Karl Anton Schonta Edler von Seedank) (18. září 1878 Pula – 3. listopadu 1945 Vídeň) byl rakousko-uherský námořní důstojník. Jako absolvent námořní akademie sloužil u c. k. námořnictva od roku 1896 a v mládí se zúčastnil několika mezinárodních operací. Na začátku první světové války působil na Jadranu a v letech 1916–1918 zastával vlivnou funkci námořního pobočníka císaře Karla I. Jeho aktivity podporoval i po zániku monarchie a od roku 1922 žil v soukromí ve Vídni.

## Životopis

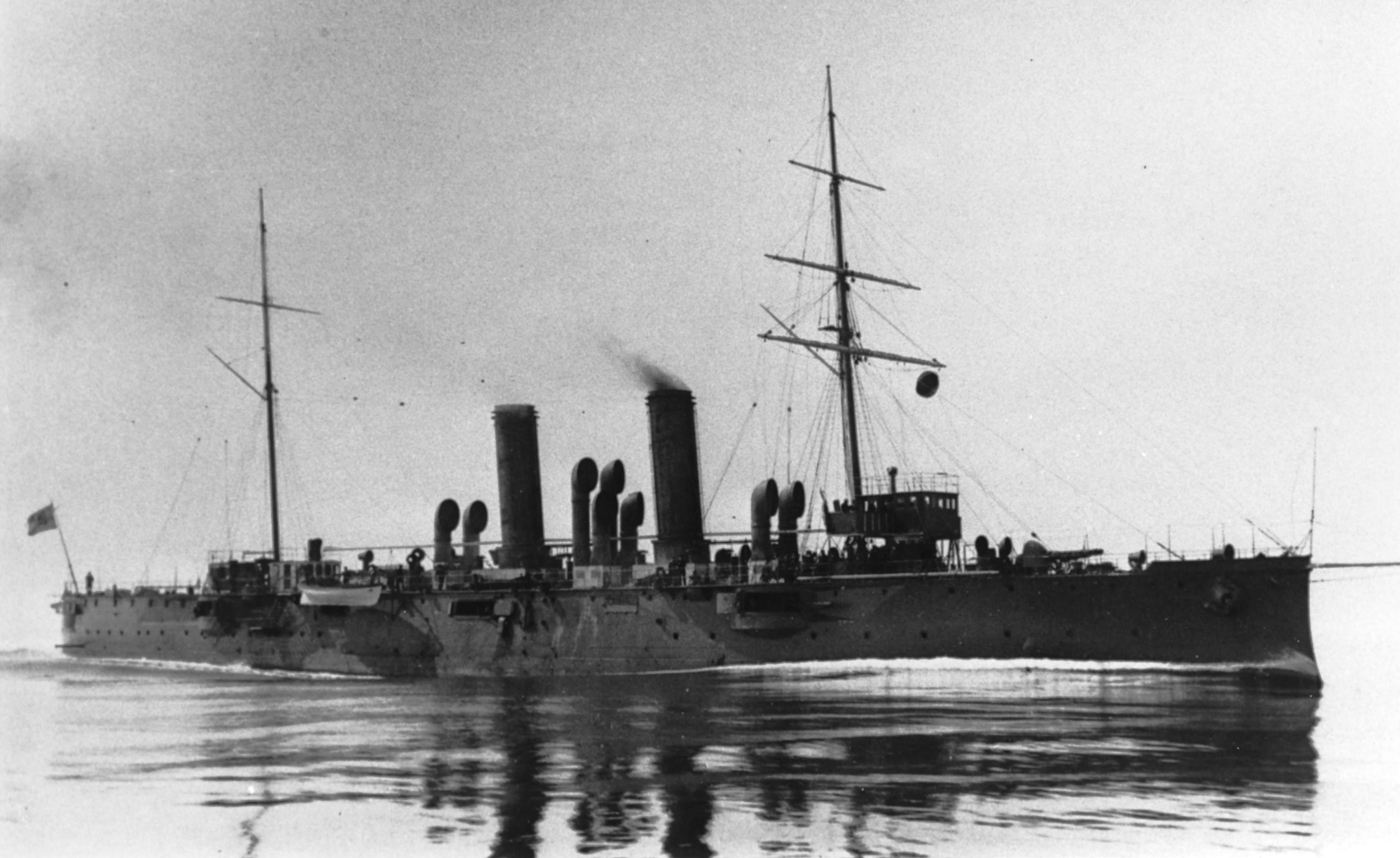
Křižník SMS Szigetvár, na němž Emmerich Schonta sloužil jako první důstojník za první světové války

Narodil se v Pule jako starší syn kontradmirála Karla Ferdinanda Schonty (1841–1911). Studoval gymnázium a v letech 1892–1896 na C. k. námořní akademii v Rijece. V roce 1896 vstoupil jako kadet k námořnictvu a na palubě křižníku SMS Leopard se v roce 1897 během řecko-turecké války zúčastnil mezinárodní blokády Kréty. Poté sloužil u jednotek námořní pěchoty (Matrosen-Corps) a v roce 1900 získal hodnost praporčíka. Zúčastnil se mezinárodních operací při potlačení boxerského povstání v Číně a na lodi SMS Donau poté absolvoval cestu do jižní Ameriky. Po návratu byl přidělen k vojenskému odboru námořní základny v Terstu. V dalších letech absolvoval kurz pro obsluhu torpéd a od roku 1903 byl na palubě křižníku SMS Kaiser Karl VI. přidělen k velení arzenálu v Pule. V hodnosti poručíka II. třídy (1907) získal pod velení menší plavidla typu torpédových člunů a působil také jako pedagog na C. k. námořní akademii.

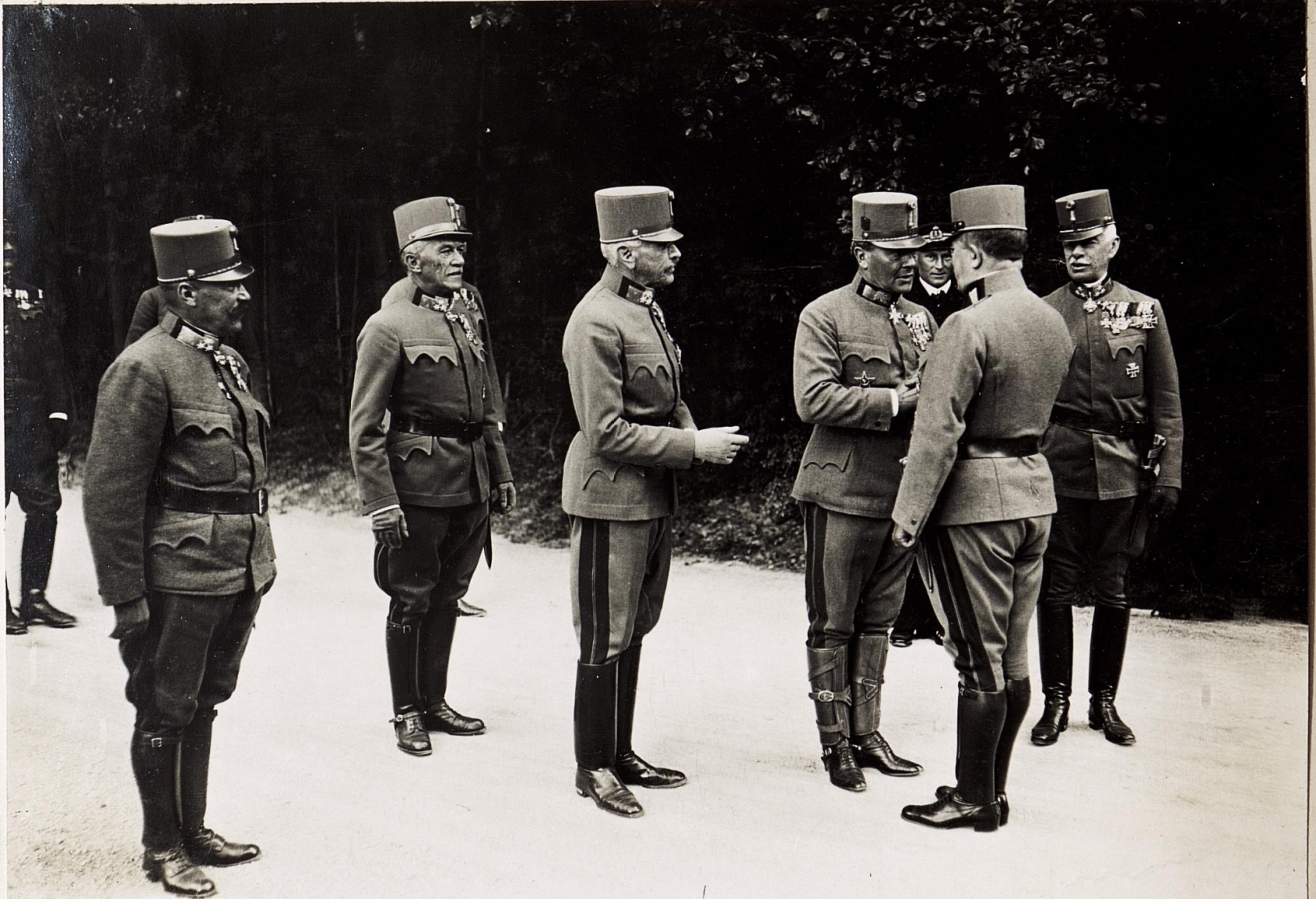
Předávání Řádu Marie Terezie v císařské vile Wartholz (1917), kapitán Schonta stojí v pozadí za císařem Karlem I.

Na začátku první světové války byl povýšen na poručíka I. třídy (1914) a jako první důstojník na bitevní lodi SMS Szigetvár operoval v Boce Kotorské. Po vstupu Itálie do války se zúčastnil bombardování Ancony a uplatnil se i ve spolupráci námořnictva a letectva. K datu 1. listopadu 1916 byl povýšen na korvetního kapitána a po nástupu císaře Karla I. na trůn se stal jeho námořním pobočníkem. V letech 1917–1918 patřil k vlivným osobnostem císařova okolí a těsně před zánikem monarchie získal hodnost fregatního kapitána. V listopadu 1918 jednal na zámku Eckartsau s kancléřem Karlem Rennerem o dalším osudu Karla I. a císařskou rodinu poté následoval do exilu ve Švýcarsku. Vyřizoval soukromou korespondenci sesazeného císaře a podílel se na jeho pokusech o restauraci monarchie v Maďarsku. Poté mu byl odmítnut azyl v Německu a Francii, načež se usadil v Lucembursku. V roce 1922 se vrátil do Rakouska, kde pořádal přednášky a publikoval články s obhajobou aktivit císaře Karla I. po první světové válce. Soubor svých publikovaných prací vydal tiskem v roce 1927 (Aus den Erinnerungen eines Flügeladjutant, Vídeň, 1927).
Jeho mladší bratr Erich (1885–1940) sloužil také u námořnictva a za první světové války dosáhl hodnosti korvetního kapitána.

## Tituly a ocenění
Byl uživatelem šlechtického titulu s predikátem Edler von Seedank, který v roce 1890 získal jeho otec. Během služby u námořnictva a jako císařský pobočník získal několik vyznamenání v Rakousku-Uhersku i v zahraničí.

### Rakousko-Uhersko
- Vojenský záslužný kříž III. třídy s válečnou dekorací (1916)
- Bronzová vojenská záslužná medaile s válečnou dekorací (1915)
- Vojenský jubilejní kříž (1908)
- Jubilejní pamětní medaile (1898)

### Zahraničí
- Železný kříž II. třídy (Německo)
- Železný půlměsíc (Osmanská říše)
- Válečný záslužný kříž (Knížectví Lippe)